# Токам
Токам (перс. تكام) — село в Ірані, у дегестані Дейламан, у бахші Дейламан, шагрестані Сіяхкаль остану Ґілян. За даними перепису 2006 року, його населення становило 131 особу, що проживали у складі 46 сімей.

## Клімат
Середня річна температура становить 9,61°C, середня максимальна – 24,75°C, а середня мінімальна – -7,71°C. Середня річна кількість опадів – 369 мм.
| Клімат поселення                              | Клімат поселення | Клімат поселення | Клімат поселення | Клімат поселення | Клімат поселення | Клімат поселення | Клімат поселення | Клімат поселення | Клімат поселення | Клімат поселення | Клімат поселення | Клімат поселення | Клімат поселення |
| Показник                                      | Січ.             | Лют.             | Бер.             | Квіт.            | Трав.            | Черв.            | Лип.             | Серп.            | Вер.             | Жовт.            | Лист.            | Груд.            |                  |
| Середній максимум, °C                         | 4,04             | 4,82             | 7,54             | 13,99            | 19,04            | 23,47            | 24,68            | 24,75            | 21,43            | 17,75            | 11,20            | 5,51             |                  |
| Середня температура, °C                       | −1,84            | −1,05            | 1,67             | 8,13             | 13,17            | 17,60            | 20,07            | 20,14            | 16,83            | 13,14            | 6,59             | 0,90             |                  |
| Середній мінімум, °C                          | −7,71            | −6,91            | −4,2             | 2,25             | 7,30             | 11,72            | 15,45            | 15,53            | 12,23            | 8,54             | 1,99             | −3,7             |                  |
| Норма опадів, мм                              | 34               | 37               | 59               | 47               | 37               | 12               | 11               | 9                | 12               | 30               | 38               | 43               |                  |
| Середньомісячна швидкість вітру, м/с          | 2.00             | 2.56             | 2.80             | 3.17             | 2.51             | 2.23             | 2.11             | 1.96             | 1.85             | 2.06             | 2.13             | 2.05             |                  |
| Середньомісячна сонячна радіація, кДж/м²·день | 7831             | 10295            | 12746            | 16850            | 20746            | 23663            | 23761            | 20838            | 17612            | 12742            | 9446             | 7465             |                  |
| --------------------------------------------- | ---------------- | ---------------- | ---------------- | ---------------- | ---------------- | ---------------- | ---------------- | ---------------- | ---------------- | ---------------- | ---------------- | ---------------- | ---------------- |
| Джерело:                                      |                  |                  |                  |                  |                  |                  |                  |                  |                  |                  |                  |                  |                  |